# Hans Thirring
Hans Thirring (né le 23 mars 1888, à Vienne, en Autriche-Hongrie, décédé le 22 mars 1976, ibid.) est un physicien autrichien, et père du physicien Walter Thirring.
Thirring est connu comme l'un des deux découvreurs (avec Josef Lense) de l'effet Lense-Thirring.